# Russisches Museum

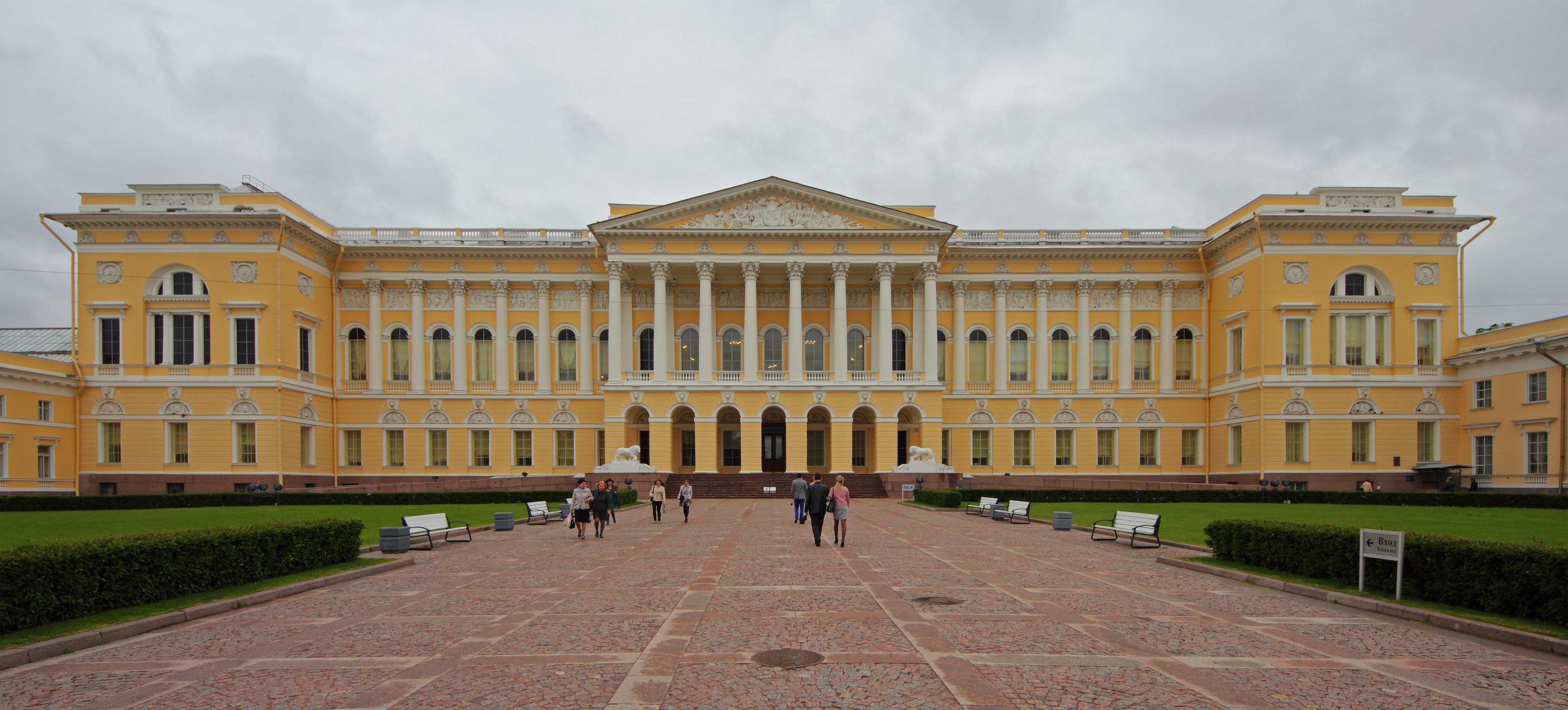
Russisches Museum

Das Staatliche Russische Museum (russisch Государственный Русский музей) in Sankt Petersburg ist neben der Moskauer Tretjakow-Galerie die umfassendste Sammlung russischer Kunst. Das Museum besitzt etwa 315.000 Exponate aus den Bereichen Malerei, Skulpturen, Graphik, Kunsthandwerk und Volkskunst. Es hat seinen Sitz im klassizistischen Michaelspalast.

## Geschichte
Die Sammlung wurde ursprünglich von Zar Alexander III. angelegt. Nikolaus II. erwarb den Michaelspalast, in dem sie heute untergebracht ist, sowie weitere Kunstwerke und ergänzte die Sammlung durch Teilbestände aus der Eremitage und dem Alexanderpalast in Zarskoje Selo. Bis 1917 trug das Museum den Namen „Russisches Museum Kaiser Alexanders III.“ Nach der Oktoberrevolution wuchs die Sammlung weiter durch die Enteignung des russischen Adels. Fast die gesamten Bestände russischer Kunst in der Eremitage gingen ebenfalls an das Russische Museum über.
1926 erhielt das Russische Museum alle Bestände des Leningrader Museum für Malkultur, welches 1921 eröffnete. Damit erhielt das Russische Museum eine bedeutende Sammlung an moderner Kunst, darunter Werke von Olga Rosanowa, Kasimir Malewitsch, Robert Falk, Ljubow Popowa, Alexander Rodtschenko, Nadeschda Udalzowa, Natalja Gontscharowa und vielen mehr.
1931 wurde im Russischen Museum die Ausstellung „Kunst in der Zeit des Imperialismus“ eröffnet. Diese wurde von Nikolai Punin kuratiert und nutzte im Rahmen eines denunziatorischen Ausstellungsmodells didaktische Schriftzüge, um die Kunst der russischen Avant-Garde abzuwerten. So wurde beispielsweise das Werk von Natalja Gontscharowa mit den Begriffen Nationalismus und Kapitalismus in Verbindung gebracht. Ausstellungen wie diese sollten der Vermittlung einer marxistischen Kulturtheorie des Stalinismus dienen.
Das Gründungsdatum der internationalen Gesellschaft „Freunde des Russischen Museums“ ist der 19. März 1997. Die Gesellschaft besteht aus 400 Personen sowie 85 Firmen und Organisationen und vereint diejenigen, die das Museum finanziell, fachlich und organisatorisch unterstützen. Das Kuratorium wird geleitet von W. P. Jewtuschenkow.

## Gebäude
Das Hauptgebäude des Museums, der Michaelspalast, wurde 1819–1825 von dem Architekten Carlo Rossi entworfen. Die Außenseite des Hauptgebäudes wie auch der Westflügel sind bis heute unverändert geblieben. Die Eröffnung erfolgte am 13. April 1895.
Zum Russischen Museum gehören drei weitere Paläste, in denen verschiedene bedeutende Sammlungen untergebracht sind und regelmäßig Ausstellungen stattfinden: Das Stroganow-Palais, die Michaelsburg und der Marmorpalast. Daneben sind heute auch das Häuschen Peters des Großen (Peters erstes, schlichtes Holzhäuschen aus Zeiten der Stadtgründung) am Petrowskaja-Ufer sowie dessen Filialen im Sommer-Palais im Sommergarten des Russischen Museums.

## Sammlungen

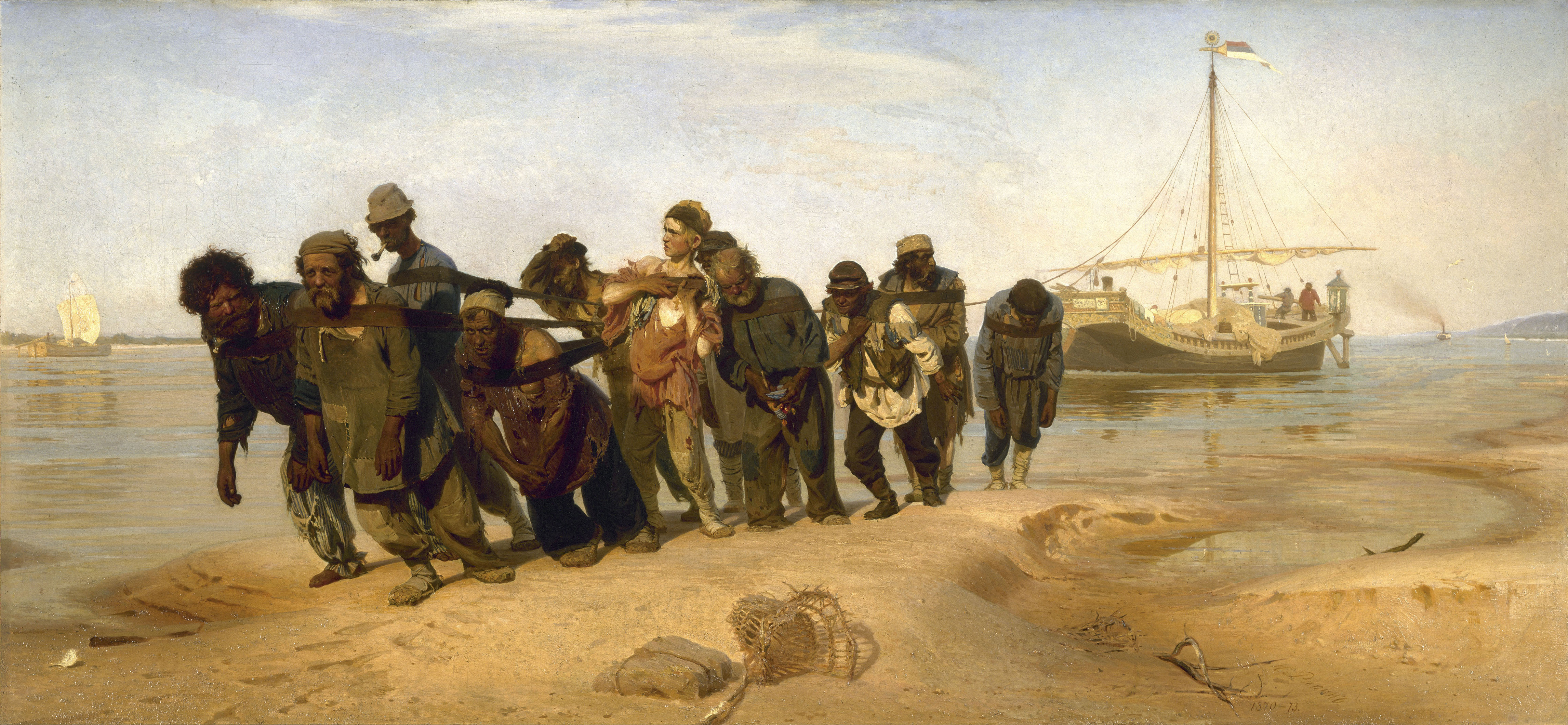
Ilja Repin: Die Wolgatreidler (1870–1873)

Heute gehören zur Sammlung Werke der russischen Kunst von den Ikonen des 12. Jahrhunderts bis zum Sozialistischen Realismus. Das Museum verfügt zudem über eine bedeutende Sammlung der Russischen Avantgarde. Zu den bekanntesten Werken zählen „Der Apostel Petrus und Der Apostel Paulus“ (1408) von Andrei Rubljow, „Der letzte Tag von Pompeji“ (1833) von Karl Brüllow, „Christus erscheint vor dem Volke“ (1836–1855) von Alexander Iwanow, „Die neunte Woge“ (1850) von Iwan Aiwasowski, „Die Wolgatreidler“ (1870–1873) von Ilja Repin, der „Spaziergang“ (1917) von Marc Chagall, „Suprematismus“ (1915–1916) von Kasimir Malewitsch und „Komposition Nr. 223“ (1919) von Wassily Kandinsky.
Am 10. März 1995 wurde das Ludwig-Museum im Russischen Museum im Marmorpalast eröffnet, welches eine umfangreiche Sammlung internationaler zeitgenössischer Kunst darstellt. Die Sammlung beinhaltet wichtige Arbeiten seit 1945, unter anderem von Jasper Johns, Pablo Picasso, Jeff Koons, Jean-Michel Basquiat, Andy Warhol, Joseph Beuys, Ilja Kabakow, Jörg Immendorff, Werner Branz und Gottfried Helnwein.